# Marc Considi Nonià
Marc Considi Nonià (en llatí Marcus Considius Nonianus) va ser un magistrat romà del segle i aC. Formava part de la gens Consídia, una gens romana d'origen plebeu.
Va ser pretor l'any 52 aC i governador de la Gàl·lia Narbonense el 49 aC, segurament com a successor en el càrrec, de Juli Cèsar. Va ajudar a Pompeu en els seus preparatius a Càpua l'any 49 aC.